# Закон и порядок: Специальный корпус (сезон 13)
Премьера тринадцатого сезона полицейского процедурала «Закон и порядок: Специальный корпус» состоялась 21 сентября 2011 года на американском телеканале NBC; заключительная серия сезона вышла в эфир 23 мая 2012 года. В общей сложности, тринадцатый сезон состоял из двадцати трёх эпизодов.

## Актеры и персонажи
| - Маришка Харгитей — детектив Оливия Бенсон - Дэнни Пино — детектив Ник Амаро - Келли Гиддиш — детектив Аманда Роллинс - Ричард Белзер — сержант Джон Манч - Айс Ти — детектив Фин Тутуола - Дэнн Флорек — капитан Дон Крейген | - Би Ди Вонг — доктор Джордж Хуанг - Дин Уинтерс — детектив Брайан Кэссиди - Тамара Тюни — доктор Мелинда Уорнер - Стефани Марч — помощник окружного прокурора Александра Кэбот - Дайан Нил — помощник окружного прокурора Кейси Новак - Лайнус Роуч — шеф бюро окружных прокуроров Майкл Каттер |

## Эпизоды
| № общий | № в сезоне | Название                                      | Режиссёр          | Автор сценария                                                           | Дата премьеры    | Зрители в США (млн) |
| --- | ---------- | --------------------------------------------- | ----------------- | ------------------------------------------------------------------------ | ---------------- | ------------------- |
| 273 | 1          | «Scorched Earth» «Выжженная земля»            | Майкл Словис      | Дэвид Мэттьюс                                                            | 21 сентября 2011 | 7,63                |
| Горничная отеля, беженка из Судана, обвиняет итальянского дипломата в изнасиловании. Вскоре дело осложняется тем, что жертва оказывается публично пойманной на многочисленной лжи. К команде спецкорпуса присоединяется детектив Аманда Роллинс из Атланты. Оливия пытается справиться с уходом Стейблера на пенсию. - Приглашенные звезды: Аника Нони Роуз и Франко Неро |            |                                               |                   |                                                                          |                  |                     |
| 274 | 2          | «Fouls» «Нарушения»                           | Джим Маккей       | Брайан Голубофф                                                          | 28 сентября 2011 | 7,24                |
| Бывший ученик уважаемого баскетбольного тренера обвиняет его в сексуальном насилии. Вскоре детективы выясняют, что тренер растлевал своих воспитанников на протяжении всей своей карьеры, и одной из его многочисленных жертв является один из самых успешных баскетболистов Принц Миллер. Детектив Ник Амаро переходит работать в спецкорпус из отдела по борьбе с наркотиками. - Приглашенные звезды: Мехкад Брукс и Heavy D |            |                                               |                   |                                                                          |                  |                     |
| 275 | 3          | «Blood Brothers» «Братья по крови»            | Том Дичилло       | Уоррен Ли и Джули Мартин                                                 | 5 октября 2011   | 7,98                |
| Беременная тринадцатилетняя девочка наотрез отказывается назвать имя отца своего ребёнка. Расследование выводит детективов на сына влиятельного политика. - Приглашенные звезды: Кайл Маклахлен и Пейдж Турко |            |                                               |                   |                                                                          |                  |                     |
| 276 | 4          | «Double Strands» «Два направления»            | Фред Бернер       | Джон П. Роше                                                             | 12 октября 2011  | 7,34                |
| В Нью-Йорке происходит серия изнасилований, почерк которых совпадает с почерком преступника, за которым Роллинс охотилась в Атланте. Детективы находят подозреваемого по описанию татуировки на шее и арестовывают его. Несмотря на совпадение ДНК задержанного с ДНК, найденным на жертвах, тот упорно продолжает отрицать свою вину. Амаро начинает сомневаться в том, что они взяли нужного человека. |            |                                               |                   |                                                                          |                  |                     |
| 277 | 5          | «Missing Pieces» «Недостающие части»          | Питер Лето        | Джули Мартин и Уоррен Ли                                                 | 19 октября 2011  | 7,66                |
| Пара из Буффало, приехавшая в Нью-Йорк на Хэллоуин, заявляет в полицию о том, что их сын был украден из припаркованной машины. Вскоре детективы понимают, что история, рассказанная родителями, имеет мало общего с правдой. |            |                                               |                   |                                                                          |                  |                     |
| 278 | 6          | «Believers» «Принимающие на веру»             | Кортни Хант       | Робин Вейт                                                               | 2 ноября 2011    | 7,10                |
| Юная студентка-музыкант изнасилована в собственной квартире под дулом пистолета. Вскоре она опознаёт своего насильника в молодом темнокожем наркоторговце, и детективы спецкорпуса арестовывают его. Известный адвокат решает бесплатно представлять парня в суде, выбрав нарушения, допущенные при аресте, как главную линию защиты. - Приглашенные звезды: Андре Брауэр и Софья Васильева - Сюжет серии продолжается в пятом эпизоде пятнадцатого сезона под названием «История Страны Чудес» |            |                                               |                   |                                                                          |                  |                     |
| 279 | 7          | «Russian Brides» «Русские невесты»            | Алекс Чаппл       | Брайан Голубофф                                                          | 9 ноября 2011    | 6,70                |
| Найдено обезображенное тело молодой женщины, единственным опознавательным знаком которой являются татуировки, характерные для русской мафии. Детективы опознают убитую как русскую невесту, которая познакомилась со своим женихом на сайте знакомств, и была похищена в ночь после помолвки. Однако вскоре выясняется, что на сайте существует ещё одна страница с фотографией погибшей девушки, и капитан Крейген решает под прикрытием пойти на свидание с владелицей этой страницы. - Приглашенные звезды: Изабелла Мико и Тимоти Басфилд |            |                                               |                   |                                                                          |                  |                     |
| 280 | 8          | «Educated Guess» «Обоснованное предположение» | Артур У. Форни    | Джудит Маккрири                                                          | 16 ноября 2011   | 7,33                |
| В спецкорпус поступает сообщение о том, что в психиатрической клинике была изнасилована пациентка, однако предполагаемая жертва отрицает, что подвергалась насилию. В ходе расследования Бенсон и Амаро узнают, что девушка заявляла об изнасилованиях десять лет подряд, но ей не верила даже собственная мать. - Приглашенные звезды: Наташа Лионн и Кэрри Престон |            |                                               |                   |                                                                          |                  |                     |
| 281 | 9          | «Lost Traveller» «Пропавший путешественник»   | Жан де Сегонзак   | Джули Мартин и Дэвид Мэттьюс                                             | 30 ноября 2011   | 9,90                |
| Цыганский мальчик пропадает по пути из школы домой. Расследование приводит детективов к лидеру цыганского сообщества и слабоумному соседу пропавшего. - Приглашенные звезды: Рон Рифкин, Марк Марголис и Лили Рейнхарт |            |                                               |                   |                                                                          |                  |                     |
| 282 | 10         | «Spiraling Down» «Опускаясь вниз»             | Алекс Чаппл       | Джон П. Роше и Уоррен Ли                                                 | 7 декабря 2011   | 7,03                |
| Бывший сослуживец жены Амаро сообщает о пропаже своей четырнадцатилетней дочери. Детективы быстро находят девочку, бойфренд которой заставляет её работать проституткой. Бенсон и Кэбот решают провести облаву, чтобы поймать её клиентов и обвинить их в изнасиловании несовершеннолетней. В результате проведённой операции под суд отправляется бывшая футбольная звезда Джек Стэнтон. Однако вскоре Бенсон понимает, что тот страдает от неврологического заболевания, вызванного многочисленными спортивными травмами, и не в состоянии отвечать за свои поступки. Чтобы исправить ошибку, Оливия просит помощи у адвоката Байарда Эллиса. - Приглашенные звезды: Трит Уильямс и Андре Брауэр |            |                                               |                   |                                                                          |                  |                     |
| 283 | 11         | «Theatre Tricks» «Театральные трюки»          | Константин Макрис | Сценарий: Мэригрейс О’Ши Сюжет: Мэригрейс О’Ши, Джули Мартин и Уоррен Ли | 11 января 2012   | 8,40                |
| Актриса интерактивного спектакля изнасилована во время представления на глазах у сотни зрителей. Детективам предстоит выяснить, кто виноват в этом: поклонник-сталкер, уважаемый судья, имеющий своеобразные сексуальные предпочтения, или отвергнутый режиссёр. - Приглашенные звезды: Адам Драйвер и Кевин Поллак |            |                                               |                   |                                                                          |                  |                     |
| 284 | 12         | «Official Story» «Официальная версия»         | Майкл Смит        | Питер Блаунер                                                            | 18 января 2012   | 6,42                |
| Главу частной военной компании одурманивают наркотиками и похищают. Его находят на следующий день голым и избитым. Начав расследование, Бенсон и Амаро понимают, что жертва не желает сотрудничать с полицией. Вскоре они выясняют, что пострадавший уничтожил доказательства жестокого группового изнасилования, совершённого его людьми в Ираке. - Приглашенные звезды: Джон Доман и Билли Браун |            |                                               |                   |                                                                          |                  |                     |
| 285 | 13         | «Father's Shadow» «Тень отца»                 | Жан де Сегонзак   | Уоррен Ли и Джули Мартин                                                 | 8 февраля 2012   | 6,55                |
| Начинающая актриса найдена без сознания в парке. Врачи обнаруживают, что её одурманили наркотиком и изнасиловали. Расследование приводит детективов к продюсеру реалити-шоу, кастинг которого посещала жертва в вечер изнасилования. Бенсон и Амаро приходят к нему в студию и застают её хозяина на месте преступления, пытающимся напасть на другую актрису. Однако сын продюсера не желает признавать, что его отец совершил преступления, и идёт на отчаянные меры, чтобы освободить его. - Приглашенные звезды: Камерон Монахэн и Майкл Маккин |            |                                               |                   |                                                                          |                  |                     |
| 286 | 14         | «Home Invasions» «Вторжение в дом»            | Джим Маккей       | Брайан Голубофф                                                          | 15 февраля 2012  | 5,90                |
| Неизвестный стрелок нападает на семью, убивает родителей и тяжело ранит дочь. Детективы выясняют, что отец семейства имел пристрастие к азартным играм и задолжал много денег букмекеру. Карьера Роллинс оказывается в серьёзной опасности. - Приглашенная звезда: Эсай Моралес |            |                                               |                   |                                                                          |                  |                     |
| 287 | 15         | «Hunting Ground» «Охотничьи угодья»           | Джонатан Каплан   | Сценарий: Дэвид Мэттьюс и Джон П. Роше Сюжет: Джон П. Роше и Уоррен Ли   | 22 февраля 2012  | 5,99                |
| Бенсон проводит романтические выходные с помощником окружного прокурора Хейденом, когда поступает заявление о пропаже несовершеннолетней девушки, работающей в агентстве эскорт-услуг. Вскоре детективы выясняют, что в городе орудует серийный маньяк, охотящийся на девушек-эскортниц, которые размещали объявления о своих услугах в одной и той же газете. |            |                                               |                   |                                                                          |                  |                     |
| 288 | 16         | «Child's Welfare» «Охрана детства»            | Холли Дейл        | Сценарий: Питер Блаунер и Джули Мартин Сюжет: Уоррен Ли                  | 29 февраля 2012  | 5,42                |
| Брат Оливии Майкл приезжает в город после пятилетнего отсутствия. Он приходит к сестре, чтобы попросить о помощи: социальная служба угрожает отобрать его детей. Оливия просит Байарда Эллиса заняться делом её брата, однако вскоре рутинное дело осложняется из-за поступков Майкла. Тем временем, детективы спецкорпуса ищут родителей найденного на улице младенца. - Приглашенные звезды: Андре Брауэр и Майкл Уэстон |            |                                               |                   |                                                                          |                  |                     |
| 289 | 17         | «Justice Denied» «Отказ в правосудии»         | Майкл Словис      | Сценарий: Стюарт Фелдман Сюжет: Стюарт Фельдман и Уоррен Ли              | 11 апреля 2012   | 5,57                |
| Во время панамериканской недели флота жестоко изнасилована молодая девушка. Оливия с ужасом понимает, что почерк преступника полностью совпадает с изнасилованием, произошедшим восемь лет назад. Осужденный за это преступление давно сидит в тюрьме, и в течение всего срока заявляет о своей невиновности и о том, что его признание было сделано под давлением детектива Бенсон после девятичасового допроса. Отношения Оливии и Хейдена оказываются под угрозой. - Приглашенные звезды: Андре Брауэр и Гильермо Диас |            |                                               |                   |                                                                          |                  |                     |
| 290 | 18         | «Valentine's Day» «День святого Валентина»    | Питер Лето        | Джули Мартин и Уоррен Ли                                                 | 18 апреля 2012   | 5,95                |
| Бизнесмен становится свидетелем изнасилования и похищения своей жены, произошедших во время их разговора по видеосвязи. Похитители требуют выкуп, и в ходе полицейской операции по поимке злоумышленников выясняется, что за деньгами пришла сама жертва. Она кажется смертельно напуганной, но Бенсон, выслушав её историю, начинает подозревать, что жертва сама спланировала своё похищение. Амаро начинает подозревать свою жену в неверности. - Приглашенная звезда: Хлоя Севиньи |            |                                               |                   |                                                                          |                  |                     |
| 291 | 19         | «Street Revenge» «Уличная месть»              | Артур У. Форни    | Сценарий: Дэвид Мэттьюс Сюжет: Дэвид Мэттьюс и Джули Мартин              | 25 апреля 2012   | 6,56                |
| В Западном Сохо происходит череда изнасилований, и группа активистов, проживающих в районе и не доверяющих полиции, надевают костюмы супергероев и дежурят по ночам на улицах. Однако очередной жертвой серийного насильника оказывается одна их активисток. Амаро не может сосредоточиться на расследовании и продолжает следить за женой. |            |                                               |                   |                                                                          |                  |                     |
| 292 | 20         | «Father Dearest» «Дорогой отец»               | Розмари Родригес  | Сценарий: Джон П. Рошес Сюжет: Джон П. Роше и Уоррен Ли                  | 2 мая 2012       | 6,62                |
| Бенсон и Амаро занимаются поиском девочки-подростка, ушедшей из дома после ссоры с матерью. В ходе расследования выясняется, что она отправилась на встречу с донором спермы, который является её биологическим отцом. Вскоре детективы понимают, что под личиной донора скрывается серийный насильник, который убеждает несовершеннолетних уязвимых девочек, нуждающихся в отцовской любви, вступать с ним в интимную связь. - Приглашенная звезда: Джеймс Ван Дер Бик |            |                                               |                   |                                                                          |                  |                     |
| 293 | 21         | «Learning Curve» «Кривая обучаемости»         | Джонатан Херрон   | Сценарий: Робин Вейт Сюжет: Уоррен Ли и Джули Мартин                     | 9 мая 2012       | 5,90                |
| Жених Кена, сына Фина, жестоко избит членами гомофобной уличной банды. Виновных быстро арестовывают, но происходит ещё одно нападение на бывшего школьного учителя. Детективы подозревают, что эти нападения не связаны и выясняют, что вторая жертва недавно была уволена из престижной частной школы из-за подозрений в сексуальных домогательствах к ученику. Бенсон и Амаро находят пострадавшего мальчика, однако тот каждый раз рассказывает разные истории. - Приглашенные звезды: Тони Хейл и Дилан Миннетт |            |                                               |                   |                                                                          |                  |                     |
| 294 | 22         | «Strange Beauty» «Странная красота»           | Алекс Чаппл       | Питер Блаунер и Робин Вейт                                               | 16 мая 2012      | 5,56                |
| После работы Роллинс видит на заднем сидении проезжающего такси девушку, кричащую о помощи. Она немедленно открывает дело о похищении, однако сначала находят отрезанную ногу пропавшей, а потом её труп. Расследование приводит детективов в странный мир поклонников модификаций человеческого тела. - Приглашенная звезда: Патрик Фишлер |            |                                               |                   |                                                                          |                  |                     |
| 295 | 23         | «Rhodium Nights» «Родийские ночи»             | Норберто Барба    | Уоррен Ли и Джули Мартин                                                 | 23 мая 2012      | 7,16                |
| Несовершеннолетняя сотрудница эскорт-службы найдена мёртвой после мальчишника, на котором присутствовал сын комиссара полиции Нью-Йорка. Капитан Крейген просит своих детективов вести расследование очень аккуратно из-за повышенного внимания к этому делу власть предержащих. Вскоре выясняется, что убийство девушки — часть войны между двумя элитными городскими сутенёрами: Бартом Ганзелем и Делией Уилсон. Бенсон и Амаро отправляются к Ганзелю и встречают там бывшего напарника Манча Кэссиди, находящегося под прикрытием в качестве главы службы безопасности сутенёра. Тем временем, брак Амаро трещит по швам из-за подозрений в его ненадлежащих отношениях с проституткой, работающей на Гензеля, а Крейген оказывается в серьёзной опасности. - Приглашенные звезды: Питер Джейкобсон и Пиппа Блэк - Сюжет серии продолжается в первом и втором эпизодах четырнадцатого сезона под названиями «Испорченная репутация» и «Выше подозрений» |            |                                               |                   |                                                                          |                  |                     |